# 金友隆幸
金友 隆幸（かねとも たかゆき、1985年〈昭和60年〉8月27日 - ）は、日本の政治活動家。日本国民党情報宣伝局長。元排害社代表。岡山県出身。

## 来歴

### 生い立ち
1985年（昭和60年）8月27日、岡山県で生まれる。子供時代から右翼に憧れ、他の子供とは異なり街宣車の絵を描いていた。中学時代に山口二矢に感銘を受けたことから民族主義に目覚める。高校時代に野村秋介などの著作を読み、右翼思想に傾倒していった。

### 学生時代
2004年（平成16年）、愛国的校風に魅かれて国士舘大学政経学部に入学。「普通の大学」になりつつある大学に落胆し、国士舘精神を追い求めた。学内の民族派系学生サークル「皇国史観研究会」に加盟して活動するとともに、学外で民族派の活動・拉致被害者救出運動などに積極的に参加していった。在学中に政治団体維新政党・新風に入党し、学生部長となった。

### 会社員時代
サラリーマン生活を送りながら、政治活動を継続した。従来の右翼のあり方に疑問を感じ始め、運動への情熱が次第に薄れた頃、主権回復を目指す会や在日特権を許さない市民の会の活動を知り、こういった市民目線からの運動こそが変革を実現すると確信するようになった。

## 活動

### 新攘夷運動 排害社を結成
2010年（平成22年）、自ら「排害主義」なる攘夷思想を提唱、自身の団体・新攘夷運動 排害社（しんじょういうんどう はいがいしゃ）を結成。自ら代表に就任した。排害社結成以降は多種多様なデモや集会を指揮し、支部組織が北海道、関西、九州に設立された。機関紙『排害新聞』を発行。
中国観光客に対しての抗議活動やチャイナタウンの生態調査など、既存の運動手法にこだわらないスタイルを追求した。
2012年（平成24年）6月25日に排害社公式ブログにて排害社解散宣言を行った。ただし解散はあくまで本部のみで、各地の支部は2012年まで引き続き活動した。

### 維新政党・新風での活動
学生時代に政治団体維新政党・新風に入党し、学生部長、世田谷支部長を歴任した。
次第に党運営や運動方針で党の主導者らと対立するようになり、2017年に東京都本部前代表の鈴木信行らとともに除名処分を受けた。

### 日本国民党の情報宣伝委員長に就任
2018年、鈴木信行を代表とする政治団体日本国民党の結成に加わり、情報宣伝委員長に就任した（現在は局長と改称）。
街頭運動、書籍や論説の執筆、地方講演など、団体の中核として活動している。

## 評価
- 『現代右翼アンダーワールド』（洋泉社、2007年）の「週末右翼」コーナーにおいて、右翼活動を行う大学生として紹介された。
- 外山恒一は金友の運動家としての資質を高く評価しており、「今もっとも注目すべき活動家」を選ぶ「外山恒一賞」の第一回受賞者には金友が選ばれている[15]。2021年においても、「金友君ほど優秀な活動家は右にも左にも他にいない」と評価している[16]。

## 著書・論説
- 「「美徳」を捨ててでも支那人と対峙せよ！」『国体文化』第1048巻、日本国体学会、2011年9月、14-17頁。
- 『支那人の日本侵略 排害主義者宣言』日新報道、2011年10月。ISBN 978-4-8174-0730-6。
  - 『支那人の日本侵略 排害主義者宣言』（【kindle版】日の丸出版、2020年12月）※2011年の復刊
- 『八紘一宇の呪縛を解く』（【kindle版】日の丸出版、2021年3月）
- 『習近平が日本の総理大臣になれる　仰天！日本の帰化制度』（【kindle版】日の丸出版、2021年5月）
- 『中国危険　世に満ちる甘い中国論を斬る！　Dangerous China』（【kindle版】日の丸出版、2021年8月）
- 『中国人が日本人女性を爆買する』（【kindle版】日の丸出版、2021年8月）